# 2018年のATPワールドツアー
2018年のATPワールドツアーは2018年のATPワールドツアーの日程と決勝結果である。

## 日程
2018年ATPカレンダー より作成
| グランドスラム                   |
| ATPファイナルズ                  |
| ATP ワールドツアーマスターズ1000 |
| ATP ワールドツアー500            |
| ATP ワールドツアー250            |
| チームイベント                   |

| 日時            | 大会名 | 優勝者 | 準優勝者                                                                                           | 試合結果 （スコア）          |
| --------------- | --- | --- | -------------------------------------------------------------------------------------------------- | ---------------------------- |
| 1月1日          | ホップマンカップ パース $1,000,000 - ハード (室内) - 8チーム (RR) | スイス | ドイツ                                                                                             | 2–1                          |
| 1月1日          | ブリスベン国際 ブリスベン $528,910 - ハード - 28S/16Q/16D | ニック・キリオス                                                                                             | ライアン・ハリソン                                                                                 | 6–4, 6–2                     |
| 1月1日          | ブリスベン国際 ブリスベン $528,910 - ハード - 28S/16Q/16D | ヘンリ・コンティネン ジョン・ピアース                                                                        | レオナルド・マイエル オラシオ・セバジョス                                                          | 3–6, 6–3, [10–2]             |
| 1月1日          | カタール・エクソンモービル・オープン ドーハ $1,334,270 - ハード - 32S/16Q/16D | ガエル・モンフィス                                                                                           | アンドレイ・ルブレフ                                                                               | 6–2, 6–3                     |
| 1月1日          | カタール・エクソンモービル・オープン ドーハ $1,334,270 - ハード - 32S/16Q/16D | オリバー・マラチ マテ・パビッチ                                                                              | ジェイミー・マリー ブルーノ・ソアレス                                                              | 6–2, 7–6(8-6)                |
| 1月1日          | マハラシュトラ・オープン プネー $561,345 - ハード - 28S/16Q/16D | ジル・シモン                                                                                                 | ケビン・アンダーソン                                                                               | 7–6(6-4), 6–2                |
| 1月1日          | マハラシュトラ・オープン プネー $561,345 - ハード - 28S/16Q/16D | ロビン・ハーセ マトウィ・ミドルクープ                                                                        | ピエール＝ユーグ・エルベール ジル・シモン                                                          | 7–6(7-5), 7–6(7-5)           |
| 1月8日          | ASBクラシック オークランド $561,345 - ハード - 28S/16Q/16D | ロベルト・バウティスタ・アグート                                                                             | フアン・マルティン・デル・ポトロ                                                                   | 6–1, 4–6, 7–5                |
| 1月8日          | ASBクラシック オークランド $561,345 - ハード - 28S/16Q/16D | オリバー・マラチ マテ・パビッチ                                                                              | マックス・ミルヌイ フィリップ・オズワルド                                                          | 6–4, 5–7, [10–7]             |
| 1月8日          | シドニー国際 シドニー $528,910 - ハード - 28S/16Q/16D | ダニール・メドベージェフ                                                                                     | アレックス・デミノール                                                                             | 1–6, 6–4, 7–5                |
| 1月8日          | シドニー国際 シドニー $528,910 - ハード - 28S/16Q/16D | ルカシュ・クボット マルセロ・メロ                                                                            | ヤン＝レナード・シュトルフ ビクトル・トロイツキ                                                    | 6–3, 6–4                     |
| 1月15日 1月22日 | 全豪オープン メルボルン A$25,096,000 - ハード 128S/128Q/64D/32X シングルス – ダブルス – 混合ダブルス | ロジャー・フェデラー                                                                                         | マリン・チリッチ                                                                                   | 6–2, 6–7(5-7), 6–3, 3–6, 6–1 |
| 1月15日 1月22日 | 全豪オープン メルボルン A$25,096,000 - ハード 128S/128Q/64D/32X シングルス – ダブルス – 混合ダブルス | オリバー・マラチ マテ・パビッチ                                                                              | フアン・セバスティアン・カバル ロベルト・ファラ                                                    | 6–4, 6–4                     |
| 1月15日 1月22日 | 全豪オープン メルボルン A$25,096,000 - ハード 128S/128Q/64D/32X シングルス – ダブルス – 混合ダブルス | ガブリエラ・ダブロウスキー マテ・パビッチ                                                                    | ティメア・バボシュ ロハン・ボパンナ                                                                | 2–6, 6–4, [11–9]             |
| 1月29日         | デビスカップ1回戦 アルベールヴィル - ハード (室内) 盛岡 - ハード (室内) マルベーリャ - クレー ブリスベン - ハード アスタナ - ハード (室内) オシエク - クレー (室内) ニシュ - クレー (室内) リエージュ - ハード (室内) | 勝利チーム · フランス · イタリア · スペイン · ドイツ · カザフスタン · クロアチア · アメリカ合衆国 · ベルギー | 敗退チーム · オランダ · 日本 · イギリス · オーストラリア · スイス · カナダ · セルビア · ハンガリー | 3-1 4-1 3-1 3-2              |
| 2月5日          | 南フランス・オープン モンペリエ €561,345 - ハード (室内) - 28S/16Q/16D | リュカ・プイユ                                                                                               | リシャール・ガスケ                                                                                 | 7-6(7-2), 6-4                |
| 2月5日          | 南フランス・オープン モンペリエ €561,345 - ハード (室内) - 28S/16Q/16D | ケン・スクプスキ ニール・スクプスキ                                                                          | マクラクラン勉 ウーゴ・ニス                                                                        | 7-6(7-2), 6-4                |
| 2月5日          | ソフィア・オープン ソフィア €561,345 - ハード (室内) - 28S/16Q/16D | ミルザ・バシッチ                                                                                             | マリウス・コピル                                                                                   | 7-6(8-6), 6-7(4-6), 6-4      |
| 2月5日          | ソフィア・オープン ソフィア €561,345 - ハード (室内) - 28S/16Q/16D | ロビン・ハーセ マトウィ・ミドルクープ                                                                        | ニコラ・メキッチ アレクサンダー・ペヤ                                                              | 5-7, 6-4, [10-4]             |
| 2月5日          | エクアドル・オープン キト $561,345 - クレー - 28S/16Q/16D | ロベルト・カルバレス・バエナ                                                                                 | アルベルト・ラモス＝ビノラス                                                                       | 6-3, 4-6, 6-4                |
| 2月5日          | エクアドル・オープン キト $561,345 - クレー - 28S/16Q/16D | ニコラス・ジェリー ハンス・ポドリプニク＝カスティージョ                                                      | オースティン・クライチェック ジャクソン・ウィズロー                                                | 7-6(6-4), 6-3                |
| 2月12日         | ABNアムロ世界テニス・トーナメント ロッテルダム €1,996,245 - ハード (室内) - 32S/16Q/16D | ロジャー・フェデラー                                                                                         | グリゴール・ディミトロフ                                                                           | 6-2, 6-2                     |
| 2月12日         | ABNアムロ世界テニス・トーナメント ロッテルダム €1,996,245 - ハード (室内) - 32S/16Q/16D | ピエール＝ユーグ・エルベール ニコラ・マユ                                                                    | オリバー・マラチ マテ・パビッチ                                                                    | 6-1, 6-3                     |
| 2月12日         | ニューヨーク・オープン ニューヨーク $748,450 - ハード (室内) - 28S/16Q/16D | ケビン・アンダーソン                                                                                         | サム・クエリー                                                                                     | 4-6, 6-3, 7-6(7-1)           |
| 2月12日         | ニューヨーク・オープン ニューヨーク $748,450 - ハード (室内) - 28S/16Q/16D | マックス・ミルヌイ フィリップ・オズワルド                                                                    | ウェスリー・クールホフ アーテム・シタック                                                          | 6-4, 4-6, [10-6]             |
| 2月12日         | アルゼンチン・オープン ブエノスアイレス $648,180 - クレー - 28S/16Q/16D | ドミニク・ティエム                                                                                           | アルヤジ・ベデネ                                                                                   | 6-2, 6-4                     |
| 2月12日         | アルゼンチン・オープン ブエノスアイレス $648,180 - クレー - 28S/16Q/16D | アンドレス・モルテニ オラシオ・セバジョス                                                                    | フアン・セバスティアン・カバル ロベルト・ファラ                                                    | 6-3, 5-7, [10-3]             |
| 2月19日         | リオ・オープン リオデジャネイロ $1,842,475 - クレー - 32S/16Q/16D | ディエゴ・シュワルツマン                                                                                     | フェルナンド・ベルダスコ                                                                           | 6-2, 6-3                     |
| 2月19日         | リオ・オープン リオデジャネイロ $1,842,475 - クレー - 32S/16Q/16D | ダビド・マレーロ フェルナンド・ベルダスコ                                                                    | ニコラ・メキッチ アレクサンダー・ペヤ                                                              | 5-7, 7-5, [10-8]             |
| 2月19日         | オープン13 マルセイユ €718,81 - ハード (室内) - 28S/16Q/16D | カレン・ハチャノフ                                                                                           | リュカ・プイユ                                                                                     | 7-5, 3-6, 7-5                |
| 2月19日         | オープン13 マルセイユ €718,81 - ハード (室内) - 28S/16Q/16D | レイベン・クラーセン マイケル・ビーナス                                                                      | マーカス・ダニエル ドミニク・イングロット                                                          | 6-7(2-7), 6-3, [10-4]        |
| 2月19日         | デルレイビーチ・オープン デルレイビーチ $622,675 - ハード - 32S/16Q/16D | フランシス・ティアフォー                                                                                     | ペーター・ゴヨフチク                                                                               | 6-1, 6-4                     |
| 2月19日         | デルレイビーチ・オープン デルレイビーチ $622,675 - ハード - 32S/16Q/16D | ジャック・ソック ジャクソン・ウィズロー                                                                      | ニコラス・モンロー ジョン＝パトリック・スミス                                                      | 4-6, 6-4, [10-8]             |
| 2月26日         | ドバイ・デューティフリー・テニス選手権 ドバイ $3,057,135 - ハード - 32S/16Q/16D | ロベルト・バウティスタ・アグート                                                                             | リュカ・プイユ                                                                                     | 6-3, 6-4                     |
| 2月26日         | ドバイ・デューティフリー・テニス選手権 ドバイ $3,057,135 - ハード - 32S/16Q/16D | ジャン＝ジュリアン・ロジェ ホリア・テカウ                                                                    | ジェイミー・セレタニ リーンダー・パエス                                                            | 6-2, 7-6(7-2)                |
| 2月26日         | アビエルト・メキシコ・テルセル アカプルコ $1,789,445 - ハード - 32S/16Q/16D | フアン・マルティン・デル・ポトロ                                                                             | ケビン・アンダーソン                                                                               | 6-4, 6-4                     |
| 2月26日         | アビエルト・メキシコ・テルセル アカプルコ $1,789,445 - ハード - 32S/16Q/16D | ジェイミー・マリー ブルーノ・ソアレス                                                                        | ボブ・ブライアン マイク・ブライアン                                                                | 7-6(7-4), 7-5                |
| 2月26日         | ブラジル・オープン サンパウロ $582,870 - クレー - 28S/16Q/16D | ファビオ・フォニーニ                                                                                         | ニコラス・ジェリー                                                                                 | 1-6, 6-1, 6-4                |
| 2月26日         | ブラジル・オープン サンパウロ $582,870 - クレー - 28S/16Q/16D | フェデリコ・デルボニス マッシモ・ゴンザレス                                                                  | ウェスリー・クールホフ アーテム・シタック                                                          | 6-4, 6-2                     |
| 3月5日 3月12日  | BNPパリバ・オープン インディアンウェルズ $8,909,960 - ハード - 96S/48Q/32D | フアン・マルティン・デル・ポトロ                                                                             | ロジャー・フェデラー                                                                               | 6–4, 6–7(8–10), 7–6(7–2)     |
| 3月5日 3月12日  | BNPパリバ・オープン インディアンウェルズ $8,909,960 - ハード - 96S/48Q/32D | ジョン・イスナー ジャック・ソック                                                                            | ボブ・ブライアン マイク・ブライアン                                                                | 7–6(7–4), 7–6(7–2)           |
| 3月19日 3月20日 | マイアミ・オープン マイアミ $8,909,960 - ハード - 96S/48Q/32D | ジョン・イスナー                                                                                             | アレクサンダー・ズベレフ                                                                           | 6–7(4–7) 6–4, 6–4            |
| 3月19日 3月20日 | マイアミ・オープン マイアミ $8,909,960 - ハード - 96S/48Q/32D | ボブ・ブライアン マイク・ブライアン                                                                          | カレン・ハチャノフ アンドレイ・ルブレフ                                                            | 4-6, 7-6(7-5), [10-4]        |
| 4月2日          | デビスカップ準々決勝 ジェノヴァ - クレー バレンシア - クレー ヴァラジュディン - クレー(室内) ナッシュビル - ハード(室内)                                                                                              | 勝利チーム · フランス · スペイン · クロアチア · アメリカ合衆国                                               | 敗退チーム · イタリア · ドイツ · カザフスタン · ベルギー                                           | 3-1 3-2 3-1 4-0              |
| 4月9日          | 全米男子クレーコート選手権 ヒューストン $623,710 - クレー - 28S/16Q/16D | スティーブ・ジョンソン                                                                                       | テニス・サングレン                                                                                 | 7-6(7-2), 2-6, 6-4           |
| 4月9日          | 全米男子クレーコート選手権 ヒューストン $623,710 - クレー - 28S/16Q/16D | マックス・ミルヌイ フィリップ・オズワルド                                                                    | アンドレ・ベージマン アントニオ・サンチッチ                                                        | 6-7(2-7), 6-4, [11-9]        |
| 4月9日          | ハサン2世グランプリ マラケシュ €561,345 - クレー - 28S/16Q/16D | パブロ・アンドゥハル                                                                                         | カイル・エドマンド                                                                                 | 6-2, 6-2                     |
| 4月9日          | ハサン2世グランプリ マラケシュ €561,345 - クレー - 28S/16Q/16D | ニコラ・メキッチ アレクサンダー・ペヤ                                                                        | ブノワ・ペール エドゥアール・ロジェ＝バセラン                                                      | 7-5, 3-6, [10-7]             |
| 4月16日         | ロレックス・モンテカルロ・マスターズ モンテカルロ €5,238,735 - クレー - 56S/28Q/24D | ラファエル・ナダル                                                                                           | 錦織圭                                                                                             | 6-3, 6-2                     |
| 4月16日         | ロレックス・モンテカルロ・マスターズ モンテカルロ €5,238,735 - クレー - 56S/28Q/24D | ボブ・ブライアン マイク・ブライアン                                                                          | オリバー・マラチ マテ・パビッチ                                                                    | 7-6(7-5), 6-3                |
| 4月23日         | バルセロナ・オープン・バンコ・サバデル バルセロナ €2,794,220 - クレー - 48S/24Q/16D | ラファエル・ナダル                                                                                           | ステファノス・チチパス                                                                             | 6-2, 6-1                     |
| 4月23日         | バルセロナ・オープン・バンコ・サバデル バルセロナ €2,794,220 - クレー - 48S/24Q/16D | フェリシアーノ・ロペス マルク・ロペス                                                                        | アイサム＝ウル＝ハク・クレシ ジャン＝ジュリアン・ロジェ                                            | 7-6(7-5), 6-4                |
| 4月23日         | ハンガリー・オープン ブダペスト €561,345 - クレー - 28S/16Q/16D | マルコ・チェッキナート                                                                                       | ジョン・ミルマン                                                                                   | 7-5, 6-4                     |
| 4月23日         | ハンガリー・オープン ブダペスト €561,345 - クレー - 28S/16Q/16D | ドミニク・イングロット フランコ・スクゴール                                                                  | マトウィ・ミドルクープ アンドレス・モルテニ                                                        | 6-7(8-10), 6-1, [10-8]       |
| 4月30日         | ミレニアム・エストリル・オープン エストリル €561,345 - クレー - 28S/16Q/16D | ジョアン・ソウザ                                                                                             | フランシス・ティアフォー                                                                           | 6–4, 6–4                     |
| 4月30日         | ミレニアム・エストリル・オープン エストリル €561,345 - クレー - 28S/16Q/16D | カイル・エドマンド キャメロン・ノーリー                                                                      | ウェスリー・クールホフ アルテム・シッタク                                                          | 6–4, 6–2                     |
| 4月30日         | BMWオープン ミュンヘン €561,345 - クレー - 28S/16Q/16D | アレクサンダー・ズベレフ                                                                                     | フィリップ・コールシュライバー                                                                     | 6–3, 6–3                     |
| 4月30日         | BMWオープン ミュンヘン €561,345 - クレー - 28S/16Q/16D | イワン・ドディグ ラジーブ・ラム                                                                              | ニコラ・メキッチ アレクサンダー・ペヤ                                                              | 6–3, 7–5                     |
| 4月30日         | イスタンブール・オープン イスタンブール €486,145 - クレー - 28S/16Q/16D | ダニエル太郎                                                                                                 | マレク・ジャジリ                                                                                   | 7–6(7–4), 6–4                |
| 4月30日         | イスタンブール・オープン イスタンブール €486,145 - クレー - 28S/16Q/16D | ドミニク・イングロット ロベルト・リンドステット                                                              | マクラクラン勉 ニコラス・モンロー                                                                  | 3–6, 6—3, [10–8]             |
| 5月7日          | ムチュア・マドリード・オープン マドリード €7,190,930 - クレー - 56S/28Q/24D | アレクサンダー・ズベレフ                                                                                     | ドミニク・ティエム                                                                                 | 6–4, 6–4                     |
| 5月7日          | ムチュア・マドリード・オープン マドリード €7,190,930 - クレー - 56S/28Q/24D | ニコラ・メキッチ アレクサンダー・ペヤ                                                                        | ボブ・ブライアン マイク・ブライアン                                                                | 5–3 途中棄権                 |
| 5月14日         | BNLイタリア国際 ローマ €5,444,985 - クレー - 56S/28Q/24D | ラファエル・ナダル                                                                                           | アレクサンダー・ズベレフ                                                                           | 6–1, 1–6, 6–3                |
| 5月14日         | BNLイタリア国際 ローマ €5,444,985 - クレー - 56S/28Q/24D | フアン・セバスティアン・カバル ロベルト・ファラ                                                              | パブロ・カレーニョ・ブスタ ジョアン・ソウザ                                                        | 3–6, 6–4, [10–4]             |
| 5月21日         | ジュネーヴ・オープン ジュネーヴ €561,345 - クレー - 28S/16Q/16D | マートン・フチョビッチ                                                                                       | ペーター・ゴヨフチク                                                                               | 6–2, 6–2                     |
| 5月21日         | ジュネーヴ・オープン ジュネーヴ €561,345 - クレー - 28S/16Q/16D | オリバー・マラチ マテ・パビッチ                                                                              | イワン・ドディグ ラジーブ・ラム                                                                    | 3–6, 7–6(7–3), [11–9]        |
| 5月21日         | リヨン・オープン リヨン €561,345 - クレー - 28S/16Q/16D | ドミニク・ティエム                                                                                           | ジル・シモン                                                                                       | 3–6, 7–6(7–1), 6–1           |
| 5月21日         | リヨン・オープン リヨン €561,345 - クレー - 28S/16Q/16D | ニック・キリオス ジャック・ソック                                                                            | ロマン・ジュバリー マトウィ・ミドルクープ                                                          | 7–5, 2–6, [11–9]             |
| 5月28日 6月4日  | 全仏オープン パリ €18,232,000 - クレー 128S/128Q/64D/32X シングルス – ダブルス – 混合ダブルス | ラファエル・ナダル                                                                                           | ドミニク・ティエム                                                                                 | 6-4, 6-3, 6-2                |
| 5月28日 6月4日  | 全仏オープン パリ €18,232,000 - クレー 128S/128Q/64D/32X シングルス – ダブルス – 混合ダブルス | ピエール＝ユーグ・エルベール ニコラ・マユ                                                                    | オリバー・マラチ マテ・パビッチ                                                                    | 6-2, 7-6(7-4)                |
| 5月28日 6月4日  | 全仏オープン パリ €18,232,000 - クレー 128S/128Q/64D/32X シングルス – ダブルス – 混合ダブルス | 詹詠然 イワン・ドディグ                                                                                      | ガブリエラ・ダブロウスキー マテ・パビッチ                                                          | 6-1, 6-7(5-7), [10-8]        |
| 6月11日         | リコー・オープン スヘルトーヘンボス €686,080 - 芝 - 28S/16Q/16D | リシャール・ガスケ                                                                                           | ジェレミー・シャルディー                                                                           | 6–3, 7–6(7–5)                |
| 6月11日         | リコー・オープン スヘルトーヘンボス €686,080 - 芝 - 28S/16Q/16D | ドミニク・イングロット フランク・スクゴール                                                                  | レイベン・クラーセン マイケル・ヴィーナス                                                          | 7–6(7–3), 7–5                |
| 6月11日         | メルセデス・カップ シュトゥットガルト €729,340 - 芝 - 28S/16Q/16D | ロジャー・フェデラー                                                                                         | ミロシュ・ラオニッチ                                                                               | 6–4, 7–6(7–3)                |
| 6月11日         | メルセデス・カップ シュトゥットガルト €729,340 - 芝 - 28S/16Q/16D | フィリップ・ペッシュナー ティム・プッツ                                                                      | ロベルト・リンドステット マルチン・マトコフスキ                                                    | 7–6(7–5), 6–3                |
| 6月18日         | クイーンズ・クラブ選手権 ロンドン €2,116,915 - 芝 - 32S/16Q/16D | マリン・チリッチ                                                                                             | ノバク・ジョコビッチ                                                                               | 5-7, 7-6(7-4), 6-3           |
| 6月18日         | クイーンズ・クラブ選手権 ロンドン €2,116,915 - 芝 - 32S/16Q/16D | ヘンリ・コンティネン ジョン・ピアース                                                                        | ジェイミー・マリー ブルーノ・ソアレス                                                              | 6-4, 6-3                     |
| 6月18日         | ゲリー・ウェバー・オープン ハレ €2,116,915 - 芝 - 32S/16Q/16D | ボルナ・チョリッチ                                                                                           | ロジャー・フェデラー                                                                               | 7-6(8-6), 3-6, 6-2           |
| 6月18日         | ゲリー・ウェバー・オープン ハレ €2,116,915 - 芝 - 32S/16Q/16D | ルカシュ・クボット マルセロ・メロ                                                                            | アレクサンダー・ズベレフ ミーシャ・ズベレフ                                                        | 7-6(7-1), 6-4                |
| 6月25日         | イーストボーン国際 イーストボーン €721,085 - 芝 - 28S/16Q/16D | ミーシャ・ズベレフ                                                                                           | ルカシュ・ラツコ                                                                                   | 6–4, 6–4                     |
| 6月25日         | イーストボーン国際 イーストボーン €721,085 - 芝 - 28S/16Q/16D | ルーク・バンブリッジ ジョニー・オーマラ                                                                      | ケン・スクプスキ ニール・スクプスキ                                                                | 7–5, 6–4                     |
| 6月25日         | アンタルヤ・オープン アンタルヤ €486,145 - 芝 - 28S/16Q/16D | ダミル・ジュムール                                                                                           | アドリアン・マナリノ                                                                               | 6–1, 1–6, 6–1                |
| 6月25日         | アンタルヤ・オープン アンタルヤ €486,145 - 芝 - 28S/16Q/16D | マルセロ・デ・モリーナ サンティアゴ・ゴンザレス                                                              | サンダー・アレンズ マトウィ・ミドルクープ                                                          | 7–5, 6–7(6–8), [10–8]        |
| 7月2日 7月9日   | ウィンブルドン選手権 ロンドン £15,982,000 - 芝 128S/128Q/64D/16Q/48X シングルス – ダブルス – 混合ダブルス | ノバク・ジョコビッチ                                                                                         | ケビン・アンダーソン                                                                               | 6-2, 6-2, 7-6(7-3)           |
| 7月2日 7月9日   | ウィンブルドン選手権 ロンドン £15,982,000 - 芝 128S/128Q/64D/16Q/48X シングルス – ダブルス – 混合ダブルス | マイク・ブライアン ジャック・ソック                                                                          | レイベン・クラーセン マイケル・ヴィーナス                                                          | 6-3, 6-7(7-9), 6-3, 5-7, 7-5 |
| 7月2日 7月9日   | ウィンブルドン選手権 ロンドン £15,982,000 - 芝 128S/128Q/64D/16Q/48X シングルス – ダブルス – 混合ダブルス | アレクサンダー・ペヤ ニコール・メリチャー                                                                    | ジェイミー・マリー ビクトリア・アザレンカ                                                          | 7-6(7-1), 6-3                |
| 7月16日         | テニス殿堂選手権 ニューポート $623,710 - 芝 - 28S/16Q/16D | スティーブ・ジョンソン                                                                                       | ランクマ・ラマナサン                                                                               | 7–5, 3–6, 6–2                |
| 7月16日         | テニス殿堂選手権 ニューポート $623,710 - 芝 - 28S/16Q/16D | ジョナサン・エルリック アルテル・シタク                                                                      | マルセロ・アレバロ ミゲル・アンゼル・レイエス・バレラ                                              | 6–1, 6–2                     |
| 7月16日         | スウェーデン・オープン ボースタード €561,345 - クレー - 28S/16Q/16D | ファビオ・フォニーニ                                                                                         | リシャール・ガスケ                                                                                 | 6–3, 3–6, 6–1                |
| 7月16日         | スウェーデン・オープン ボースタード €561,345 - クレー - 28S/16Q/16D | フリオ・ペラルタ オラシオ・セバジョス                                                                        | シモーネ・ボレリ ファビオ・フォニーニ                                                              | 6–3, 6–4                     |
| 7月16日         | クロアチア・オープン ウマグ €561,345 - クレー - 28S/16Q/16D | マルコ・チェッキナート                                                                                       | ギド・ページャ                                                                                     | 6–2, 7–6(7–4)                |
| 7月16日         | クロアチア・オープン ウマグ €561,345 - クレー - 28S/16Q/16D | ロビン・ハーセ マトウィ・ミドルクープ                                                                        | ロマン・ジェバリー イジー・ベセリー                                                                | 6–4, 6–4                     |
| 7月23日         | ドイツ国際オープン ハンブルク €1,753,255 - クレー - 32S/16Q/16D | ニコロズ・バシラシビリ                                                                                       | レオナルド・マイエル                                                                               | 6-4, 0-6, 7-5                |
| 7月23日         | ドイツ国際オープン ハンブルク €1,753,255 - クレー - 32S/16Q/16D | フリオ・ペラルタ オラシオ・セバジョス                                                                        | オリバー・マラチ マテ・パビッチ                                                                    | 6-1, 4-6, [10-6]             |
| 7月23日         | BB&Tアトランタ・オープン アトランタ $748,450 - ハード - 28S/16Q/16D | ジョン・イスナー                                                                                             | ライアン・ハリソン                                                                                 | 5-7, 6-3, 6-4                |
| 7月23日         | BB&Tアトランタ・オープン アトランタ $748,450 - ハード - 28S/16Q/16D | ニコラス・モンロー ジョン＝パトリック・スミス                                                                | ラジーブ・ラム ライアン・ハリソン                                                                  | 3-6, 7-6(7-5), [10-8]        |
| 7月23日         | クレディ・アグリコル・スイス・オープン グシュタード €561,345 - クレー - 28S/16Q/16D | マッテオ・ベレッティーニ                                                                                     | ロベルト・バウティスタ・アグート                                                                   | 7-6(11-9), 6-4               |
| 7月23日         | クレディ・アグリコル・スイス・オープン グシュタード €561,345 - クレー - 28S/16Q/16D | マッテオ・ベレッティーニ ダニエレ・ブラッキアリ                                                              | デニス・モルチャノフ イゴール・ゼレナイ                                                            | 7-6(7-2), 7-6(7-5)           |
| 7月30日         | シティ・オープン ワシントンD.C. $2,146,815 - ハード - 48S/24Q/16D | アレクサンダー・ズベレフ                                                                                     | アレックス・デミノー                                                                               | 6-2, 6-4                     |
| 7月30日         | シティ・オープン ワシントンD.C. $2,146,815 - ハード - 48S/24Q/16D | ジェイミー・マリー ブルーノ・ソアレス                                                                        | マイク・ブライアン エドゥアール・ロジェ＝バセラン                                                  | 3-6, 6-3, [10-4]             |
| 7月30日         | アビエルト・メキシコ・ロス・カボス ロス・カボス $808,770 - ハード - 28S/16Q/16D | ファビオ・フォニーニ                                                                                         | フアン・マルティン・デル・ポトロ                                                                   | 6-4, 6-2                     |
| 7月30日         | アビエルト・メキシコ・ロス・カボス ロス・カボス $808,770 - ハード - 28S/16Q/16D | マルセロ・アレバロ ミゲル・アンヘル・レジェス=バレラ                                                         | テイラー・フリッツ タナシ・コッキナキス                                                            | 6-4, 6-4                     |
| 7月30日         | オーストリア・オープン キッツビュール €561,345 - クレー - 28S/16Q/16D | マルティン・クリザン                                                                                         | デニス・イストミン                                                                                 | 6-2, 6-2                     |
| 7月30日         | オーストリア・オープン キッツビュール €561,345 - クレー - 28S/16Q/16D | ロマン・イェバヴィ アンドレス・モルテーニ                                                                    | ダニエレ・ブラッキアリ フェデリコ・デルボニス                                                      | 6-2, 6-4                     |
| 8月6日          | ロジャーズ・カップ トロント $5,939,970 - ハード - 56S/28Q/24D | ラファエル・ナダル                                                                                           | ステファノス・チチパス                                                                             | 6-2, 7-6(7-4)                |
| 8月6日          | ロジャーズ・カップ トロント $5,939,970 - ハード - 56S/28Q/24D | ヘンリ・コンティネン ジョン・ピアース                                                                        | レイベン・クラーセン マイケル・ヴィーナス                                                          | 6-2, 6-7(7-9), [10-6]        |
| 8月13日         | ウエスタン・アンド・サザン・オープン シンシナティ $5,778,070 - ハード - 56S/28Q/24D | ノバク・ジョコビッチ                                                                                         | ロジャー・フェデラー                                                                               | 6-4, 6-4                     |
| 8月13日         | ウエスタン・アンド・サザン・オープン シンシナティ $5,778,070 - ハード - 56S/28Q/24D | ジェイミー・マリー ブルーノ・ソアレス                                                                        | フアン・セバスティアン・カバル ロベルト・ファラ                                                    | 4-6, 6-3, [10-6]             |
| 8月20日         | ウィンストン・セーラム・オープン ウィンストン・セーラム $748,960 - ハード - 48S/16Q/16D | ダニール・メドベージェフ                                                                                     | スティーブ・ジョンソン                                                                             | 6-4, 6-4                     |
| 8月20日         | ウィンストン・セーラム・オープン ウィンストン・セーラム $748,960 - ハード - 48S/16Q/16D | ジャン＝ジュリアン・ロジェ ホリア・テカウ                                                                    | ジェイミー・セレタニ リーンダー・パエス                                                            | 6-4, 6-2                     |
| 8月27日 9月3日  | 全米オープン ニューヨーク $25,282,400 - ハード 128S/128Q/64D/32X シングルス – ダブルス – 混合ダブルス | ノバク・ジョコビッチ                                                                                         | フアン・マルティン・デル・ポトロ                                                                   | 6-3, 7-6(7-4), 6-3           |
| 8月27日 9月3日  | 全米オープン ニューヨーク $25,282,400 - ハード 128S/128Q/64D/32X シングルス – ダブルス – 混合ダブルス | マイク・ブライアン ジャック・ソック                                                                          | ルカシュ・クボット マルセロ・メロ                                                                  | 6-3, 6-1                     |
| 8月27日 9月3日  | 全米オープン ニューヨーク $25,282,400 - ハード 128S/128Q/64D/32X シングルス – ダブルス – 混合ダブルス | ベサニー・マテック＝サンズ ジェイミー・マリー                                                                | ニコラ・メクティッチ アリシア・ロソルスカ                                                          | 2-6, 6-3, [11-9]             |
| 9月10日         | デビスカップ準決勝 リール - ハード (室内) ザダル - クレー | 勝利チーム · フランス · クロアチア                                                                           | 敗退チーム · スペイン · アメリカ合衆国                                                             | 3-2                          |
| 9月17日         | モゼール・オープン メス €561,345 - ハード (室内) - 28S/16Q/16D | ジル・シモン                                                                                                 | マティアス・バッキンガー                                                                           | 7–6(7–2), 6–1                |
| 9月17日         | モゼール・オープン メス €561,345 - ハード (室内) - 28S/16Q/16D | ニコラ・マユ エドゥアール・ロジェ＝バセラン                                                                  | ケン・スクプスキ ニール・スクプスキ                                                                | 6–1, 7–5                     |
| 9月17日         | サンクトペテルブルク・オープン サンクトペテルブルク $1,151,110 - ハード (室内) - 28S/16Q/16D | ドミニク・ティエム                                                                                           | マルティン・クリザン                                                                               | 6–3, 6–1                     |
| 9月17日         | サンクトペテルブルク・オープン サンクトペテルブルク $1,151,110 - ハード (室内) - 28S/16Q/16D | マテオ・ベレッティーニ ファビオ・フォニーニ                                                                  | ロマン・ジェバリー マトウィ・ミドルクープ                                                          | 7–6(8–6), 7–6(7–4)           |
| 9月24日         | 深圳オープン 深圳 $800,320 - ハード - 28S/16Q/16D | 西岡良仁 | ピエール＝ユーグ・エルベール                                                                       | 7–5, 2–6, 6–4                |
| 9月24日         | 深圳オープン 深圳 $800,320 - ハード - 28S/16Q/16D | マクラクラン勉 ジョー・ソールズベリー                                                                        | ロベルト・リンドステット ラジーブ・ラム                                                            | 7–6(7–5), 7–6(7–4)           |
| 9月24日         | 成都オープン 成都 $1,183,360 - ハード (室内) - 28S/16Q/16D | バーナード・トミック                                                                                         | ファビオ・フォニーニ                                                                               | 6–1, 3–6, 7–6(9–7)           |
| 9月24日         | 成都オープン 成都 $1,183,360 - ハード (室内) - 28S/16Q/16D | イワン・ドディグ マテ・パビッチ                                                                              | オースティン・クライチェク ジーバン・ネドンチェジャン                                              | 6–2, 6–4                     |
| 10月1日         | チャイナ・オープン 北京 $4,658,510 - ハード - 32S/16Q/16D | ニコロズ・バシラシビリ                                                                                       | フアン・マルティン・デル・ポトロ                                                                   | 6–4, 6–4                     |
| 10月1日         | チャイナ・オープン 北京 $4,658,510 - ハード - 32S/16Q/16D | ルカシュ・クボット マルセロ・メロ                                                                            | オリバー・マラチ マテ・パビッチ                                                                    | 6–1, 6–4                     |
| 10月1日         | 楽天ジャパン・オープン 東京 $1,928,580 - ハード（室内） - 32S/16Q/16D | ダニール・メドベージェフ                                                                                     | 錦織圭                                                                                             | 6–2, 6–4                     |
| 10月1日         | 楽天ジャパン・オープン 東京 $1,928,580 - ハード（室内） - 32S/16Q/16D | マクラクラン勉 ヤン＝レナード・ストルフ                                                                      | レイベン・クラーセン マイケル・ヴィーナス                                                          | 6–4, 7–5                     |
| 10月8日         | 上海マスターズ 上海 $9,219,970 - ハード - 56S/28Q/24D | ノバク・ジョコビッチ                                                                                         | ボルナ・チョリッチ                                                                                 | 6–3, 6–4                     |
| 10月8日         | 上海マスターズ 上海 $9,219,970 - ハード - 56S/28Q/24D | ルカシュ・クボット マルセロ・メロ                                                                            | ジェイミー・マリー ブルーノ・ソアレス                                                              | 6–4, 6–2                     |
| 10月15日        | クレムリン・カップ モスクワ $992,670 - ハード (室内) - 28S/16Q/16D | カレン・ハチャノフ                                                                                           | アドリアン・マナリノ                                                                               | 6–2, 6–2                     |
| 10月15日        | クレムリン・カップ モスクワ $992,670 - ハード (室内) - 28S/16Q/16D | オースティン・クライチェク ラジーブ・ラム                                                                    | マックス・ミルヌイ フィリップ・オズワルド                                                          | 7–6(7–4), 6–4                |
| 10月15日        | ストックホルム・オープン ストックホルム €686,080 - ハード (室内) - 28S/16Q/16D | ステファノス・チチパス                                                                                       | エルネスツ・ガルビス                                                                               | 6–4, 6–4                     |
| 10月15日        | ストックホルム・オープン ストックホルム €686,080 - ハード (室内) - 28S/16Q/16D | ルーク・バンブリッジ ジョニー・オーマラ                                                                      | マーカス・ダニエル ウェスリー・クールホフ                                                          | 7–5, 7–6(10–8)               |
| 10月15日        | ヨーロピアン・オープン アントワープ €686,080 - ハード (室内) - 28S/16Q/16D | カイル・エドマンド                                                                                           | ガエル・モンフィス                                                                                 | 3–6, 7–6(7–2), 7–6(7–4)      |
| 10月15日        | ヨーロピアン・オープン アントワープ €686,080 - ハード (室内) - 28S/16Q/16D | ニコラ・マユ エドゥアール・ロジェ＝バセラン                                                                  | マルセロ・デモリエ サンティアゴ・ゴンザレス                                                        | 6–4, 7–5                     |
| 10月22日        | エルステ・バンク・オープン ウィーン €2,788,570 - ハード (室内) - 32S/16Q/16D | ケビン・アンダーソン                                                                                         | 錦織圭                                                                                             | 6–3, 7–6(7–3)                |
| 10月22日        | エルステ・バンク・オープン ウィーン €2,788,570 - ハード (室内) - 32S/16Q/16D | ジョー・ソールズベリー ニール・スクプスキ                                                                    | マイク・ブライアン エドゥアール・ロジェ＝バセラン                                                  | 7–6(7–5), 6–3                |
| 10月22日        | スイス・インドア バーゼル €2,442,740 - ハード (室内) - 32S/16Q/16D | ロジャー・フェデラー                                                                                         | マリウス・コピル                                                                                   | 7–6(7–5), 6–4                |
| 10月22日        | スイス・インドア バーゼル €2,442,740 - ハード (室内) - 32S/16Q/16D | ドミニク・イングロッド フランク・スクゴール                                                                  | アレクサンダー・ズベレフ ミーシャ・ズベレフ                                                        | 6–2, 7–5                     |
| 10月29日        | ロレックス・パリ・マスターズ パリ € 5,444,985 – ハード (室内) – 48S/24Q/24D | カレン・ハチャノフ                                                                                           | ノバク・ジョコビッチ                                                                               | 7–5, 6–4                     |
| 10月29日        | ロレックス・パリ・マスターズ パリ € 5,444,985 – ハード (室内) – 48S/24Q/24D | マルセル・グラノリェルス ラジーブ・ラム                                                                      | ジャン＝ジュリアン・ロジェ ホリア・テカウ                                                          | 6–4, 6–4                     |
| 11月5日         | ネクストジェネレーション・ATPファイナル ミラノ $1,275,000 – ハード (室内) – 8S/8D (RR) | ステファノス・チチパス                                                                                       | アレックス・デミノー                                                                               | 2–4, 4–1, 4–3(7–3), 4–3(7–3) |
| 11月12日        | ATPファイナルズ ロンドン $8,500,000 – ハード (室内) – 8S/8D (RR) | アレクサンダー・ズベレフ                                                                                     | ノバク・ジョコビッチ                                                                               | 6-4, 6-3                     |
| 11月12日        | ATPファイナルズ ロンドン $8,500,000 – ハード (室内) – 8S/8D (RR) | マイク・ブライアン ジャック・ソック                                                                          | ピエール＝ユーグ・エルベール ニコラ・マユ                                                          | 5-7, 6-1, [13-11]            |
| 11月19日        | デビスカップ決勝 リール - クレー (室内) | クロアチア                                                                                                   | フランス                                                                                           | 3-1                          |

## 2018年最終ランキング
| 順位 | 選手                             | ポイント | 出場数 |
| ---- | -------------------------------- | -------- | ------ |
| 1    | ノバク・ジョコビッチ             | 9045     | 17     |
| 2    | ラファエル・ナダル               | 7480     | 13     |
| 3    | ロジャー・フェデラー             | 6420     | 17     |
| 4    | アレクサンダー・ズベレフ         | 6385     | 21     |
| 5    | フアン・マルティン・デル・ポトロ | 5300     | 18     |
| 6    | ケビン・アンダーソン             | 4710     | 20     |
| 7    | マリン・チリッチ                 | 4250     | 19     |
| 8    | ドミニク・ティーム               | 4095     | 25     |
| 9    | 錦織圭                           | 3590     | 24     |
| 10   | ジョン・イズナー                 | 3155     | 23     |

| 順位 | 選手                           | ポイント | 出場数 |
| ---- | ------------------------------ | -------- | ------ |
| 1    | マイク・ブライアン             | 10840    | 22     |
| 2    | ジャック・ソック               | 7925     | 21     |
| 3    | オリバー・マラチ               | 7250     | 25     |
| 4    | マテ・パビッチ                 | 7250     | 25     |
| 5    | フアン・セバスティアン・カバル | 6140     | 22     |
| 5    | ロベルト・ファラ               | 6140     | 22     |
| 7    | ジェイミー・マリー             | 5450     | 22     |
| 7    | ブルーノ・ソアレス             | 5450     | 22     |
| 9    | ルカシュ・クボット             | 5270     | 25     |
| 9    | マルセロ・メロ                 | 5270     | 25     |

### 世界ランキング1位
| 選手                       | 開始日   | 終了日   |
| -------------------------- | -------- | -------- |
| ラファエル・ナダル (ESP)   | 2017年末 | 2月18日  |
| ロジャー・フェデラー (SUI) | 2月19日  | 4月1日   |
| ラファエル・ナダル (ESP)   | 4月2日   | 5月13日  |
| ロジャー・フェデラー (SUI) | 5月14日  | 5月20日  |
| ラファエル・ナダル (ESP)   | 5月21日  | 6月17日  |
| ロジャー・フェデラー (SUI) | 6月18日  | 6月24日  |
| ラファエル・ナダル (ESP)   | 6月25日  | 11月4日  |
| ノバク・ジョコビッチ (SRB) | 11月5日  | 2018年末 |

| 選手                                            | 開始日   | 終了日   |
| ----------------------------------------------- | -------- | -------- |
| マルセロ・メロ (BRA)                            | 2017年末 | 1月7日   |
| ルカシュ・クボット (POL) · マルセロ・メロ (BRA) | 1月8日   | 4月29日  |
| ルカシュ・クボット (POL)                        | 4月30日  | 5月20日  |
| マテ・パビッチ (CRO)                            | 5月21日  | 7月15日  |
| マイク・ブライアン (USA)                        | 7月16日  | 2018年末 |

## 主な引退選手
- アレハンドロ・ファジャ
- アンドレ・サ
- トミー・ハース
- フロリアン・マイヤー
- ダニエル・ネスター
- ミハイル・ユージニー
- ジレ・ミュラー
- ジュリアン・ベネトー
- マックス・ミルヌイ